# Гераклес (футбольний клуб)
«Гераклес» (нід. Heracles Almelo) — нідерландський футбольний клуб з міста Алмело, що виступає у другій за силою лізі чемпіонату Нідерландів — Ерстедивізі після пониження у класі за підсумками сезону 2021—22. Домашньою ареною є стадіон «Полман», який вміщає 12 080 глядачів.
Клуб двічі ставав чемпіоном Нідерландів, у 1927 та 1941 роках.

## Історія
Клуб засновано 3 травня 1903 під назвою «Гераклес», на честь Геракла, сина Зевса. У 1974—1998 роках мав назву СК «Гераклес '74». З 1998 року і донині клуб має назву «Гераклес» Алмело, або скорочено — «Гераклес».
Перший раз «Гераклес» грав у Ередивізі з сезону 1962—63 по 1965—66. Потім клуб до 1985 року перебував на другому рівні у Ерстедивізі, але повернувмя до найвищого дивізіону в 1985 році на один сезон. Протягом наступних двадцяти років «Гераклес» знову грав у Ерстедивізі.
У сезоні 2004—05 «Гераклес» під керівництвом Петера Боша став її чемпіоном та піднявся до найвищого рівня. Наступного сезону Ередивізі більшість футбольних аналітиків вважали «Гераклес» першим кандидатом на виліт. Проте йому вдалося зберегти місце без участі у плей-оф після регулярного резону.
З сезону 1962—63 по 2021—22 клуб загалом провів 16 сезонів у Ередивізі. Найвище досягнення за цей час — 6-е місце в сезонах 2009—10 та 2015—16.
У 2012 році клуб вперше дійшов до фіналу Кубка Нідерландів, де програв ПСВ — 0:3.
У сезоні 2015—16 «Гераклес» посів шосте місце в Ередивізі, кваліфікувавшись до плей-оф за місце в єврокубках наприкінці сезону. Клуб спочатку переміг «Гронінген», а потім «Утрехт», і вперше в історії клубу вийшов до європейського футболу, зі стартом у третьому кваліфікаційному раунді Ліги Європи УЄФА 2016—17. У ньому він поступився у двох іграх португальській «Ароці» за правилом виїзного м'яча.
Серія з трьох послідовних поразок призвела до того, що «Гераклес» закінчив сезон 2021—22 на шістнадцятому місці, яке примушувало грати плей-оф за підвищення/пониження у класі. Клуб опустився до Ерстедивізі після поразки 6:1 за сумою двох матчів від роттердамського «Ексельсіора» у півфіналі.

## Стадіон
«Гераклес» проводить домашні матчі на стадіоні «Полман» в Алмело. Стадіон був побудований у 1999 році з місткістю 6 900 осіб, а в 2005 році розширений до 8 500 місць. Поле на «Полмані» — це штучне покриття, вперше для стадіонів у Нідерландах. Після реконструкції стадіону на початку сезону 2015—16 він вміщує 12 080 глядачів.

## Відомі гравці
- Раґнар Клаван[4]

## Досягнення
- Чемпіонат Нідерландів
  -  Чемпіон (2): 1926—27, 1940—41

- Ерстедивізі (рівень 2)
  -  Переможець (3): 1961—62, 1984—85, 2004—05

- Тведедивізі (рівень 3)
  -  Переможець (1): 1969—70

- Кубок Нідерландів
  -  Фіналіст (1): 2011—12

## Виступи у єврокубках
| Сезон   | Змагання    | Раунд | Клуб  | Вдома | На виїзді | Загалом |
| ------- | ----------- | ----- | ----- | ----- | --------- | ------- |
| 2016—17 | Ліга Європи | 3КР   | Арока | 1:1   | 0:0       | 1:1 (ч) |

Notes
- 3КР: Третій кваліфікаційний раунд